# Voo TACA 110
O Voo TACA 110 foi um voo internacional regular operado pela companhia aérea TACA Airlines, viajando de Belize para Nova Orleães. Em 24 de maio de 1988, o Boeing 737-300 perdeu a potência em ambos os motores, mas seus pilotos fizeram um pouso de peso morto (tradução livre de deadstick landing) em um dique de grama, sem ninguém a bordo sofrer mais do que ferimentos leves e com apenas pequenos danos à aeronave. No início de sua carreira, o comandante do voo, Carlos Dardano, de El Salvador, perdeu um de seus olhos devido uma bala perdida durante um pequeno voo para El Salvador, que passava por uma guerra civil na época.

## História do voo
A aeronave, um Boeing 737-3T0 (prefixo N75356, número de série 23838), tinha voado pela primeira vez em 26 de janeiro de 1988, e estava em serviço com a TACA por cerca de duas semanas. Neste dia, o voo prosseguiu normalmente, decolando do Aeroporto Internacional Philip S. W. Goldson, na  Cidade de Belize, e voando sobre o Golfo do México, em direção à costa Louisiana.
O avião foi o 1,505º Boeing 737 fabricado e foi originalmente adquirido pela TACA da Polaris Leasing de Aeronaves, em maio de 1988.
O comandante do voo era o Carlos Dardano. Aos 29 anos de idade, Dardano já tinha acumulado 13,410 horas de voo. Quase 11.000 estas foram as horas como piloto em comando. O copiloto, Dionísio Lopez, também era muito experiente, com mais de 12.000 horas de voo registrado. O comandante Arturo Soley, um piloto instrutor, também estava na cabine de comando, monitorando o desempenho do novo 737.

## Incidente
A investigação da National Transportation Safety Board (NTSB), revelou que, durante a descida do FL 350 (cerca 35 000 pés ou 11 000 metros), em preparação para a sua chegada iminente no Campo Moisant, em em Nova Orleães, o comandante do voo Dardano e copiloto Lopez notaram áreas de precipitação leve a moderada em seu caminho, descritas como áreas verdes e amarelas em seu radar meteorológico, bem como "algumas células vermelhas isoladas", indicativo de precipitação intensa para ambos os lados da sua trajetória de voo.
O voo entrou nuvens no FL 300 (cerca de 30 000 pés ou 9 100 metros), a tripulação ativou o "modo de ignição contínua" e o sistema anti-gelo do motor, para proteger os seus motores turbofan dos efeitos da precipitação e formação de gelo, ameaças que eram capazes de causar um apagamento do motor, situação onde os motores de perdem toda a potência. Apesar de voar entre duas áreas de precipitação intensa mostrada no radar, eles encontraram chuva forte, granizo e turbulência. Passando por 16 500 pés (5 000 m) em descida, ambos os motores apagaram, deixando o avião planando, sem que os motores produzissem impulso ou energia elétrica. A unidade auxiliar de potência (APU) foi iniciada quando o avião passou 10 500 pés (3 200 m) em descida, restabelecendo a  energia elétrica. Enquanto as tentativas de religar o motor usando a força do vento gerada pela descida da aeronave foram infrutíferas, os pilotos conseguiram, mais tarde, ligá-los utilizando o motor de partida, que foram alimentados pela APU. No entanto, nenhum motor conseguiu chegar à velocidade de marcha lenta, muito menos a um ponto onde ele produzisse algum empuxo significativo. Tentativas de avançar as manetes de potência resultaram em um superaquecimento do motor, então eles foram mais uma vez desligados para evitar a falha catastrófica. Os pilotos pousaram a aeronave em planeio, sem motor, no topo de um dique de grama estreito, ao lado da Linha de Montagem Michoud, da NASA, na área de Michoud, a leste de Nova Orleãs, próximo ao Golfo Intracoastal Waterway, e trouxeram o avião a uma parada segura.

## Investigação e recomendações

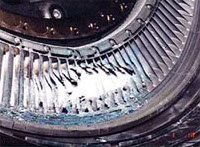
Danos da turbina do motor do voo 110

Os investigadores do NTSB determinaram que a aeronave tinha, inadvertidamente, voado para dentro de uma trovoada de nível 4 e que a ingestão de água causou o apagamento de ambos os motores, apesar deles serem certificados pela Administração Federal de Aviação (FAA) para ingestão de água. A aeronave sofreu danos por causa do granizo e o seu motor direito (número 2) foi danificado por super aquecimento.
Inicialmente, foi planejado que as asas fossem removidas para transportar a aeronave até um local de reparo utilizando barcos, mas os engenheiros da Boeing e pilotos de teste decidiram efetuar uma troca de motor no local. A aeronave foi abastecida com o combustível mínimo necessário e decolou de uma estrada construída no topo do dique onde ela pousou. Após a decolagem, o 737 voou para o Campo Moisant, onde o trabalho de manutenção foi executado. O avião, em seguida, retornou ao serviço. O avião voou em serviço ativo para Southwest Airlines como N697SW a partir de 1995 e foi aposentado em dezembro de 2016.
Para evitar problemas semelhantes no futuro, o fabricante do motor, a CFM International, modificou o motor CFM56 adicionando um sensor para forçar o combustor à ignição contínua debaixo de chuva forte e/ou granizo. Outras modificações foram feitas no cone de entrada do motor e no espaçamento entre as pás do compressor para desviar melhor o granizo do núcleo do motor. Também, portas de sangria adicionais foram adicionada para drenar mais água do motor.

## Consequências
A aeronave foi reparada e, eventualmente, adquirida pela Southwest Airlines com o registo N697SW. O a aeronave do incidente continuou em serviço até dezembro de 2016, quando foi retirada e colocada em armazenamento no Pinal Airpark.

## Na cultura popular
A história do acidente foi destaque na 11ª temporada da série de TV Mayday em um episódio intitulado "Nowhere to Land", do Discovery Channel Canadá / National Geographic.